# El rayo

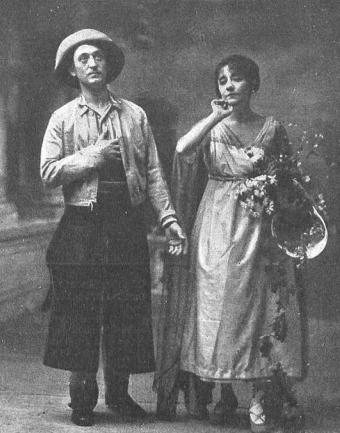
Mariano Asquerino y Adela Carbone en una escena del estreno.

El rayo es una obra de teatro en tres actos, escrita por Pedro Muñoz Seca y Juan López Núñez, y estrenada en 1917.

## Argumento
El carromato en el que viaja una compañía teatral dirigida por Asdrúbal Campuzano es destruido por un rayo, mientras se encontraba en ruta nocturna. Los cómicos deben refugiarse en un cortijo cargado de sorpresas. Allí vive Juan Manuel, el hijo del propietario, junto a su esposa Gabriela, pero que ha sido abandonado por el servicio, dada su procacidad con las doncellas. Para evitar males mayores ante la llegada del padre de Juan Manuel, los actores fingen ser sirvientes de la mansión, y se multiplican los equívocos y las situaciones cómicas.

## Representaciones destacadas
- Teatro de la Comedia, Madrid, 6 de octubre de 1917.
  - Intérpretes: Juan Bonafé, Juan Espantaleón, Mariano Asquerino, Adela Carbone, Manuel González, Carmen Jiménez, Antonio Riquelme, Aurora Redondo.
- Cine, 1939.
  - Dirección: José Buchs.
  - Intérpretes: Rafael López Somoza, Mercedes Prendes, Antonio Diéguez, Salvador Soler Marí, Milagros Leal, Luisa Sala y, por orden alfabético de apellidos, Josep Balaguer, Castrito (Julio Castro), Manuel González, Cándida Losada, Víctor Merás, Mariano Ozores, Luisa Puchol, Anita Ramallo y Antonio Riquelme.
- Televisión. Televisión española, Estudio 1, 4 de agosto de 1972.
  - Dirección: Pedro Amalio López.
  - Intérpretes: Silvia Tortosa, Mary González, Victor Valverde, Alfonso del Real, José María Escuer.
- Centro Cultural de la Villa, Madrid, 1990.
  - Dirección: José Osuna.
  - Intérpretes: Julia Trujillo, Jesús Castejón, Mari Paz Pondal, Luis Barbero